# Møns Klint

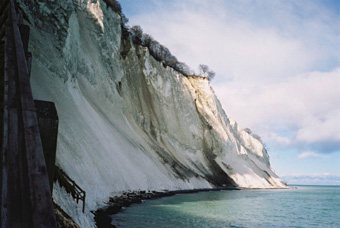
Møns Klint: 128 m de altura

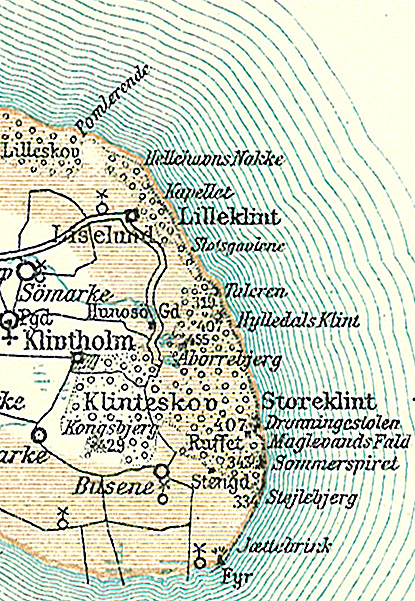
Carta de la zona hacia el 1900.

Los acantilados de Møn (en danés: Møns Klint) son unos acantilado del mar Báltico localizado en la isla danesa de Møn, el acantilado más alto de Dinamarca, que es un biotopo, o quizá con más precisión: un montaje de biotopos. La combinación de piedra caliza en el subsuelo con un seco clima local y la agricultura, ha creado algunas de los biotopos más ricos de Dinamarca, arrepintiéndose por ello de no percatarse de esto antes de la industrialización del país.
El Møns Klint tiene aspecto variado debido a la descomposición. Generalmente, se puede seguir el barranco a pie en toda su extensión a lo largo de la costa, aunque ocasionalmente los deslizamientos crean barreras naturales.
En el lado norte de Østmøn hay un camino a pie del acantilado en Lilleklint, más al sur por un camino Jydeleje Fald y Store Taler (100 m s. n. m.), una vez más por la deriva de arena Otoño , y por el parque central de Store Klint, cerca de Dronningestolen (128 m) por Gråryg (108 m) y también por Møns Fyr en la isla de la esquina sureste. 
La noche del sábado 27 de enero de 2007 Store Taler, fuera Jydeleje Fald, deriva en el mar desde el acantilado de la proyección se derrumbó, probablemente debido a la alta precipitación, que en meses anteriores había caído en Dinamarca. Se derrumbó la creación de un ca. 300 metros de largo península en el mar en frente del acantilado, y nadie resultó herido por el accidente. 
En mayo de 2007 se abrió el centro de mediación Geocenter Møns Klint Klint acantilado por la tienda en el bosque.
- Datos: Q1517331
- Multimedia: Møns Klint / Q1517331